# Oza dos Ríos
Oza dos Ríos var en tidigare kommun i Spanien.   Den låg i provinsen A Coruña och regionen Galicien, i den nordvästra delen av landet, 500 km nordväst om huvudstaden Madrid. Antalet invånare var 3 202. Arean var 72 kvadratkilometer. År 2013 sammanfördes kommunen med Cesuras och bildade kommunen Oza-Cesuras.